# Reprezentacja Kenii na Mistrzostwach Świata w Narciarstwie Klasycznym 2007
Reprezentacja Kenii na Mistrzostwach Świata w Narciarstwie Klasycznym 2007 liczyła 1 sportowca. Najlepszym wynikiem było 78. miejsce Philipa Boita w sprincie mężczyzn.

## Medale

### Złote medale
Brak

### Srebrne medale
Brak

### Brązowe medale
Brak

## Wyniki

### Biegi narciarskie mężczyzn
Sprint
- Philip Boit – 78. miejsce

Bieg na 15 km
- Philip Boit – 112. miejsce

Bieg na 30 km
- Philip Boit – nie ukończył